# 남의 속도 모르고
《남의 속도 모르고》는 1999년 11월 6일부터 이듬해 4월 30일까지 방영된 MBC 주말연속극이다.

## 기획 의도
사랑하는 두 남녀(대한, 도해)를 사이에 둔 두 집안 사람들의 사랑과 갈등을 그린 드라마

## 방송 시간
| 방송 채널 | 방송 기간                         | 방송 시간                | 방송 분량  |
| --------- | --------------------------------- | ------------------------ | ---------- |
| MBC TV    | 1999년 11월 6일 ~ 1999년 12월 5일 | 매주 주말 밤 8시 ~ 9시   | 1시간      |
| MBC TV    | 2000년 2월 26일 ~ 2000년 4월 30일 | 매주 주말 밤 8시 ~ 9시   | 1시간      |
| MBC TV    | 1999년 12월 5일 ~ 2000년 2월 6일  | 매주 주말 7시 50분 ~ 9시 | 1시간 10분 |
| MBC TV    | 2000년 2월 12일 ~ 2000년 2월 20일 | 매주 주말 7시 55분 ~ 9시 | 1시간 5분  |

## 등장 인물

### 주요 인물
- 유동근(최소한)
- 이미숙(전남자)
- 이재룡(최대한)
- 신애라(나도해)

### 도해네 집
- 나문희(나도자) : 나도해 첫째 이복 언니
- 장용(양봉석) : 나도자 남편
- 양희경(양봉순) : 양봉석 여동생
- 윤미라(나도봉) : 나도해 둘째 이복 언니
- 박정철(나대로) : 나도해 동복 남동생
- 조여정(양미리) : 양봉석하고 나도자의 딸. 1999년 당시 인문계 여고 3학년이었으며 00학번 공과대학 안전공학과 신입생.

### 그 외 인물
- 홍학표(전남도) : 전남자 남동생
- 김용건(배달건) : 배진방 아버지 ... 배진섭 부장의 6촌 형
- 송윤아(노숙자)
- 김해숙(은정희)
- 이지은(장은지)
- 조민기(노정태 사장)
- 하유미(음해라)
- 이주현(차응표)
- 이계인(배진섭) : 배달건 6촌 남동생 - 도해가 과장으로 있고 노정태가 사장으로 있는 회사의 부장
- 김민상(배진방) : 배달건의 아들
- 문회원(노길상) : 노정태&노숙자의 5촌 종숙부
- 서영애(서심주) : 노정태&노숙자의 5촌 종숙모
- 김봉근(차두풍 교수) : 차응표 아버지 - 지난날 전직 무역회사 행정과 과장 출신으로 늦깎이 공학박사 취득 후 현재 공과대학 안전공학과 교수로 양미리의 지도교수
- 강미(선우선주) : 차응표 어머니
- 이정훈(이복철) : 도해가 과장으로 있고 노정태가 사장으로 있는 회사의 상무이사
- 김주영(박성옥) : 도해가 과장으로 있고 노정태가 사장으로 있는 회사의 전임이사
- 박상조(고임택) : 도해가 과장으로 있고 노정태가 사장으로 있는 회사의 부이사장
- 이창환(안진국) : 도해가 과장으로 있고 노정태가 사장으로 있는 회사의 이사장
- 박영지(강득룡) : 도해가 과장으로 있고 노정태가 사장으로 있는 회사의 부사장
- 김일웅(김일웅) : 대학 교수 차두풍이 출강하는 대학교 공과대학 안전공학과 대학생
- 김상엽(김상엽), 전수연(전수연), 고정민(고정민), 박형선(박형선), 백종헌(백종헌), 허성수(허성수), 함신영(함신영), 송일국(송일국) : 대학 교수 차두풍이 출강하는 대학교 공과대학 안전공학과 대학생

## 수상
- 2000년 백상예술대상 TV부문 인기상 유동근

| MBC 주말 드라마                                    | MBC 주말 드라마                                      | MBC 주말 드라마                                        |
| 이전 작품                                          | 작품명                                               | 다음 작품                                              |
| -------------------------------------------------- | ---------------------------------------------------- | ------------------------------------------------------ |
| 사랑해 당신을 (1999년 9월 11일 ~ 1999년 10월 31일) | 남의 속도 모르고 (1999년 11월 6일 ~ 2000년 4월 30일) | 사랑은 아무나 하나 (2000년 5월 6일 ~ 2000년 10월 29일) |